# Амстердам (вулкан)
Амстердам — спящий стратовулкан, расположенный на юго-западе одноимённого острова в южной части Индийского океана. Возник в современный период. Извержения в историческое время не зафиксированы. Окрестности вулкана покрыты густой растительностью. Высота вулкана над уровнем моря составляет 881 метр, подводная часть уходит на глубину 365 метров. 
Является самым северным вулканом на Антарктической плите. Его местоположение располагается на месте разломов плиты, в окрестностях которой имеются подводные долины. В районе нередки землетрясения. Вулкан образовался на месте старого палеовулкана Фернана — это видно по характеру состава почв. Его деятельность видна на всём острове Амстердам, об этом дают о себе знать более двух десятков лавовых конусов.
Вулкан был сформирован в два этапа. Первоначально образовалась кальдера с лавовым озером, от которой исходили лавовые потоки. В результате образовались шлаковые конусы и следы от лавовых потоков. На этом деятельность прекратилась. Наиболее долгий период активности сохранялся в кратере Дюма на северо-востоке острова.

## Ссылки

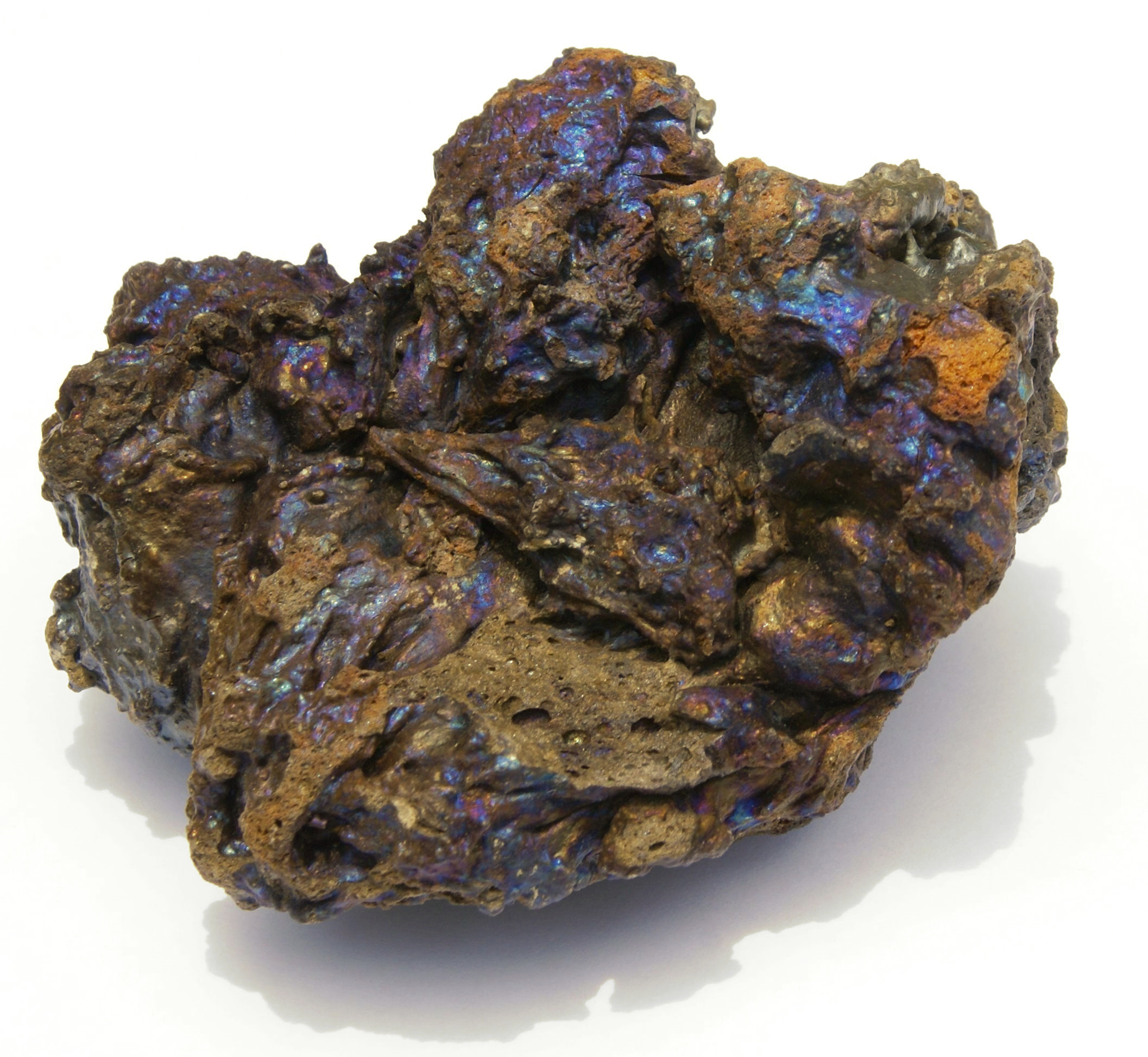
Вулканический шлак, покрывающий остров